# اوروا اوبا
اوروا اوبا (به ترکی آذربایجانی: Urvaoba) یک منطقه مسکونی در جمهوری آذربایجان است که در شهرستان قوسار و در دهستان اوروا واقع شده‌است. اوروا اوبا ۲۷۸ نفر جمعیت دارد.